# Vasas Károly
Vasas Károly (Salgótarján, 1930. június 12. – Budapest, 1992. január 11.) Munkácsy-díjas szobrász, érdemes művész.

## Élete, munkássága
A Képzőművészeti Főiskolára 1950-ben iratkozott be, de előtte már a Bóna Kovács Károly által vezetett baglyasaljai képzőművészeti szabadiskolában is tanult. A főiskolán a mesterei Beck András, Pátzay Pál és Szabó Iván voltak.
1956-ban végzett szobrász szakon. A művészeti közéletbe azonnal bekapcsolódott, már 1957-től rendszeres résztvevője volt az országos és külföldi tárlatoknak. Számos országban járt külföldi tanulmányúton. Miskolcon volt a kivitelező műterme, és szövetségi tagsága is oda kötötte. Életművét alapvetően határozta meg erős közéleti érdeklődése, a forradalmi múlt eseményeit expresszív csoportkompozícióban örökítette meg. Erőteljesen foglalkozott a szobrászat téri lehetőségeinek vizsgálatával.

## Kiállításai
- Számos vidéki kamarabemutató mellett gyűjteményes kiállítása volt 1979-ben a Műcsarnokban.

## Köztéri művei
- Nemecz József (1959, Gyöngyös; a rendszerváltás körüli években elbontva)
- Déryné Széppataki Róza (1961, Jászberény)
- Bányászemlékmű (1965, Balinka)
- Bányászemlékmű (1966, Sárisáp)
- Tanulópár (1967, Budapest)
- Csonka János (1967, Budapest)
- Bányászemlékmű (1973, Salgótarján)
- Felszabadulási emlékmű (1979, Harta)
- Felszabadulási emlékmű (1979, Szécsény)
- Bányászemlékmű (1983, Pécs)
- Lovász József (1983, Pásztó)
- Három tavasz (1985, Balatonfüred)
- Vénusz születése (1987, Balatonkenese)
- Lenkey János (1988, Eger)
- Kántorné Engelhardt Anna (Miskolc)

## Díjai, elismerései
- 1963 – Stúdió-kiállítás, Fiatalok Stúdiójának díja
- 1965 – Stúdió-kiállítás, KISZ KB I. díja
- 1968 – Stúdió jubileumi kiállítás I. díja
- 1969 – Angyalföldi Tárlat, a XIII. kerületi tanács díja
- 1970 – SZOT felszabadulási pályázat I. díja
- 1971 – Munkácsy Mihály-díj
- 1971, 1973 – Salgótarjáni Tavaszi Tárlat díja
- 1974 – IV. Debreceni Nyári Tárlat nívódíja
- 1974 – A Honvédelmi Minisztérium pályázati kiállításának fődíja
- 1975 – Munkácsy Mihály-díj
- 1975 – A II. Nemzetközi Dante Biennále (Ravenna) aranyérme
- 1975 – III. Nemzetközi Kisplasztikai Biennále díja
- 1974 – V. Debreceni Nyári Tárlat, Alkotó Ember pályázat I. díja
- 1977 – NOSZF jubileumi kiállítása, a Kulturális Minisztérium nívódíja
- 1977 – Az oroszlányi bányász-emlékműért, a Kulturális Minisztérium nívódíja
- 1978 – Érdemes művész
- 1986, 1990 – Miskolci Téli Tárlat díja